# Sanice
Sanice – wieś w Polsce położona w województwie lubuskim, w powiecie żarskim, w gminie Przewóz.
W latach 1975–1998 miejscowość administracyjnie należała do województwa zielonogórskiego.

## Historia
Stara osada łużycka o tradycjach hutniczych, pracowały tu dwie kuźnice żelaza. W XIX i I poł. XX wieku wieś była znana z papierni produkującej wysokogatunkowy papier i szlachetną tekturę. W kwietniu 1945 ulokowały się tu oddziały 7 i 10 Dywizji Piechoty II Armii Wojska Polskiego, upamiętnia to tablica ku czci żołnierzy polskich poległych przy forsowaniu Nysy Łużyckiej.